# 坐骨神经
坐骨神经（英語：Sciatic nerve）是位于人和部分脊椎动物下肢的一条主要神经，是人体内直径最大、长度最长的单根神经。其发自骶神经丛，由第四对腰神经(L4)至第三对骶神经(S3)汇合而成，包含腰骶神经丛的前股与后股成分。汇合后沿髋关节与大腿内侧走行至腘窝上方，分支为胫神经与腓总神经。坐骨神经及其分支分布至小腿后侧及足部的皮肤与骨骼肌，以及大腿后侧肌群，但并无分布至大腿后侧的皮支。坐骨神经受压迫或刺激常引发坐骨神经痛。

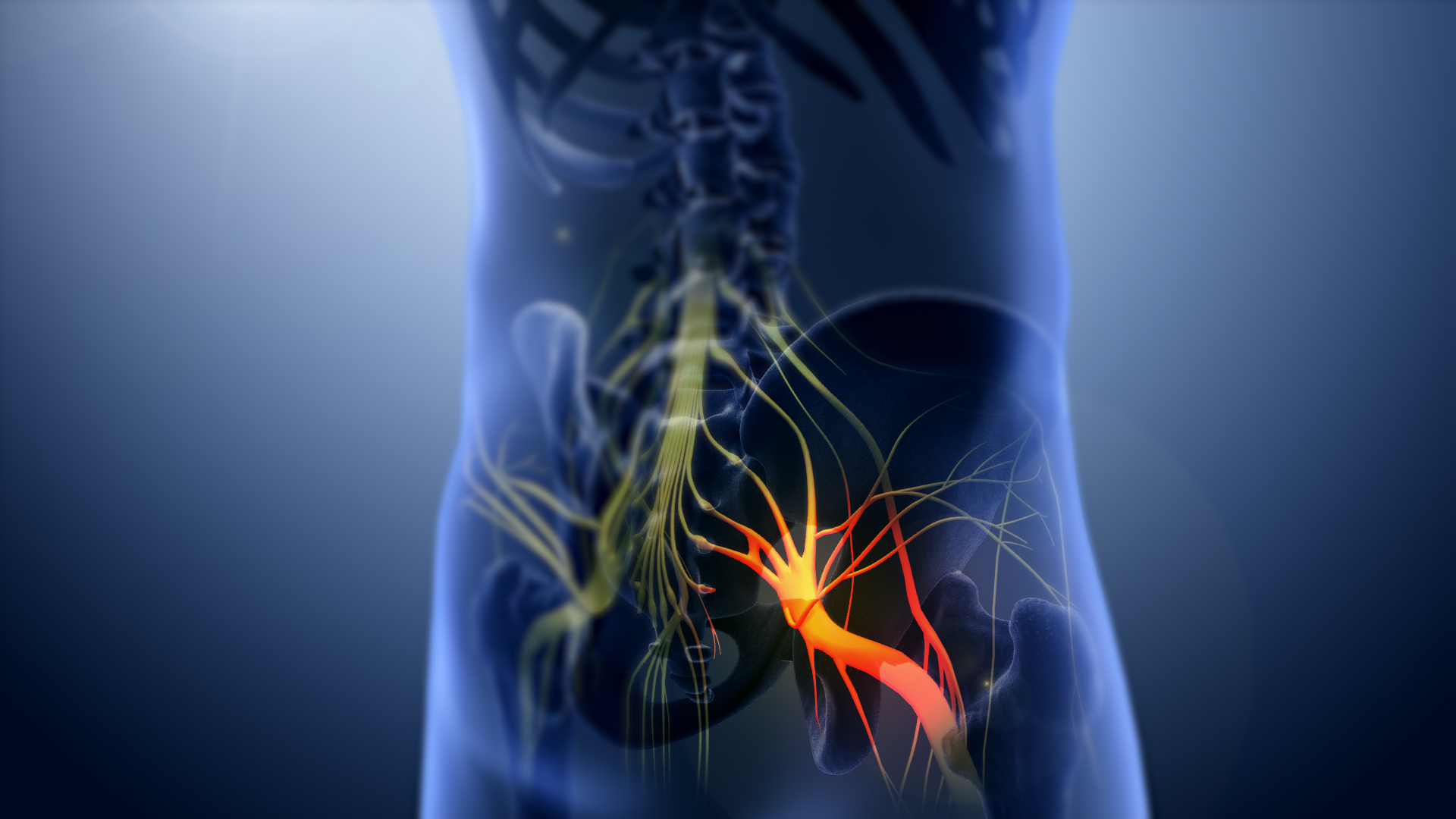
3D模拟图像中展示的坐骨神经

:290
:251:259

## 解剖结构
人体内，坐骨神经由发自腰髓和骶髓的第四对腰神经(L4)至第三对骶神经(S3)汇合而来。其中，腰神经部分(L4-L5)汇合成腰骶干，下行于骶骨岬与骶骨侧翼间，骶神经部分(S1-S3)各支则分别自对应骶前孔中发出。二部大约在梨状肌前面汇合成一单干，即坐骨神经。随后其在梨状肌深面继续下行，并自坐骨大孔出盆腔后:422–4，穿梨状肌下孔（该部分常有变异:251），在臀大肌深面走行，随后转行至大收肌与股二头肌长头间，直至腘窝，分为两支：:259:532

### 胫神经
沿小腿后侧走行至足部。

### 腓总神经
在腘窝近侧端由坐骨神经发出后，沿构成腘窝上外侧界的股二头肌肌腱内侧向外下走行，至小腿上段外侧绕腓骨颈向前穿过腓骨长肌，分为腓浅神经和腓深神经。

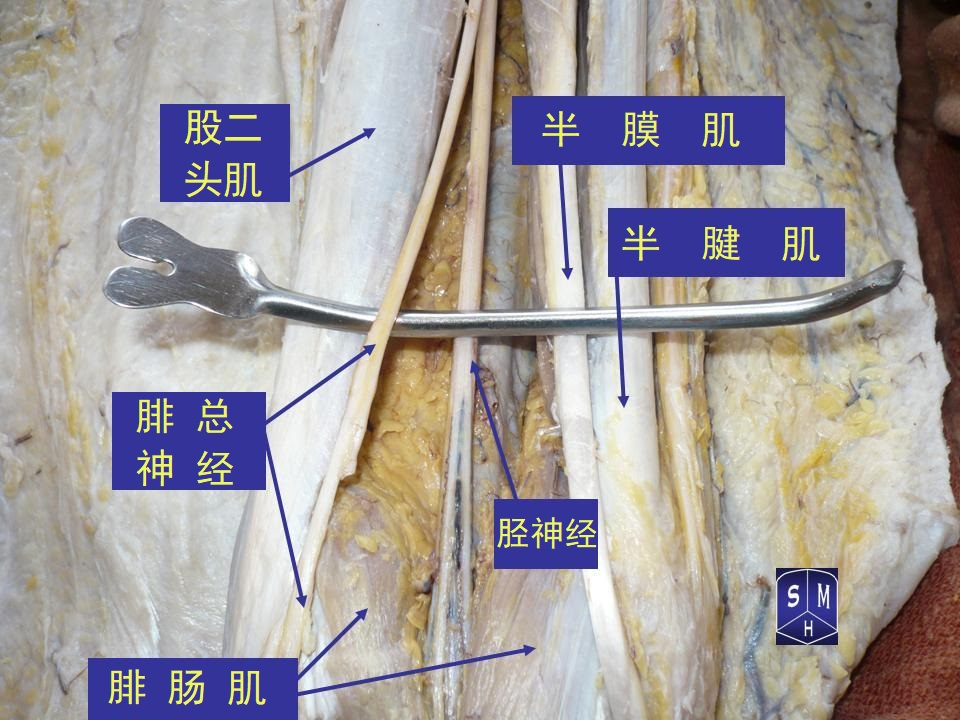
胫神经(Tibial nerve)与腓总神经(Common peroneal nerve)

## 功能

### 皮肤感觉
坐骨神经传导足部以及除内侧外的小腿下部皮肤感觉。其中，足底的皮肤感觉由胫神经汇入，小腿下部与足背的皮肤感觉则由腓总神经汇入。:422-4

### 肌肉支配
坐骨神经及其分支支配肌肉如下：:84~88:422-4
- 坐骨神经在股后区常从内侧直接发出肌支，支配大腿肌后群（股二头肌短头除外），并与闭孔神经（英语：Obturator nerve）共同支配大收肌
- 胫神经支配小腿肌后群与足底肌
- 腓神经支配支配小腿肌前群、外侧群与足背肌

## 临床意义

### 坐骨神经痛
由于坐骨神经受压迫或刺激造成的腿部与腰部疼痛称为坐骨神经痛，
其常见病因包含腰背劳损、髋关节问题、腰间盘突出与退行性椎间盘疾病、腰椎管狭窄、脊椎滑脱以及梨状肌综合征。骤起的猛烈咳嗽、打喷嚏也可能诱发坐骨神经痛。